# 大阜潘氏宗祠
大阜潘氏宗祠是一座保存完整的明代潘姓祠堂，位于中国安徽省黄山市歙县北岸镇大阜村。它建于1585年（明万历十三年），前后三进，气势宏伟，木雕、砖雕极为精美。
1998年5月4日，潘氏宗祠公布为安徽省文物保护单位。2019年10月7日，大阜潘氏宗祠公布为全国重点文物保护单位。